# Kràsnoie (Xebékino)
|  | Per a altres significats, vegeu «Kràsnoie». |

Kràsnoie - Красное (rus) - és un poble (un possiólok) de l'óblast de Bélgorod, a Rússia. El 2010 tenia 513 habitants. Pertany al districte (raion) de Xebékino.